# Pikolinsyra
Pikolinsyra är en organisk förening med formeln C5H4N(CO2H). Den är ett derivat av pyridin med en karboxylsyra-substituent vid 2-ställningen. Den är en isomer av nikotinsyra, som har karboxylsidokedjan i 3-ställning.

## Egenskaper
Pikolinsyra är en aromatisk förening som ett vitt fast ämne som är lösligt i vatten. Den är en katabolit av aminosyran tryptofan genom kynureninvägen.
Pikolinsyra är ett tvåtandat kelateringsmedel av grundämnen såsom krom, zink, mangan, koppar, järn och molybden i människokroppen. Många av dess komplex är laddningsneutrala och därmed lipofila. Efter att dess roll i absorption upptäcktes blev zinkdipikolinat-kosttillskott populära då de visade sig vara ett effektivt sätt att införa zink i kroppen.

## Användning
I syntetisk organisk kemi har pikolinsyra använts som ett substrat i Mitsunobu-reaktionen och i Hammickreaktionen.
Det är också en föregångare till coenzymet NAD+. Dessutom anses det hjälpa till vid absorption av zink(II)-joner och andra tvåvärda eller trevärda joner genom tunntarmen.